# Regering-Geens I
De regering-Geens I (22 december 1981 - 10 december 1985) was de eerste Vlaamse Regering (toen nog Vlaamse Executieve).
De leden werden door de Vlaamse Raad benoemd voor een periode van 4 jaar. De regering was proportioneel samengesteld volgens de grootte van de fracties na de verkiezingen van 8 november 1981. De proportionaliteit was door de wetgever opgelegd omdat op die manier alle grote politieke strekkingen bij de werking van de eerste gemeenschaps- en gewestregeringen werden betrokken.
De installatie van de Vlaamse Regering vond plaats op 22 december 1981. Gaston Geens werd tot voorzitter benoemd. De Vlaamse Regering telde negen leden: vier CVP-, twee SP-, twee PVV- en één VU-minister(s).

## Samenstelling
De regering-Geens I bestond uit 9 ministers (8 ministers + 1 minister-president). CVP had 4 ministers (inclusief de minister-president), SP en PVV elk 2 en VU 1.
| Minister                             | Minister                   | Bevoegdheid                                      | Termijn                             | Partij |
| ------------------------------------ | -------------------------- | ------------------------------------------------ | ----------------------------------- | ------ |
|                                      | Gaston Geens (1931-2002)   | Voorzitter                                       | 22 december 1981 - 10 december 1985 | CVP    |
| Economische Zaken en Werkgelegenheid | Gaston Geens (1931-2002)   |                                                  | 22 december 1981 - 10 december 1985 | CVP    |
|                                      | Karel Poma (1920-2014)     | Vicevoorzitter                                   | 22 december 1981 - 10 december 1985 | PVV    |
| Cultuur                              | Karel Poma (1920-2014)     |                                                  | 22 december 1981 - 10 december 1985 | PVV    |
|                                      | Marc Galle (1930-2007)     | Lokale Overheden en Openbare Werken              | 22 december 1981 - 23 juli 1982     | SP     |
| Binnenlandse Zaken                   | Marc Galle (1930-2007)     | 23 juli 1982 - 10 december 1985                  |                                     | SP     |
|                                      | Rika Steyaert (1925-1995)  | Sociale Zaken en Gezin                           | 22 december 1981 - 10 december 1985 | CVP    |
|                                      | Hugo Schiltz (1927-2006)   | Financiën en Begroting                           | 22 december 1981 - 10 december 1985 | VU     |
|                                      | Paul Akkermans (1923-2007) | Plattelandszaken, Ruimtelijke Ordening en Natuur | 22 december 1981 - 10 december 1985 | CVP    |
|                                      | Jacky Buchmann (1932-2018) | Volkshuisvesting                                 | 22 december 1981 - 10 december 1985 | PVV    |
|                                      | Roger De Wulf (1929-2016)  | Volksgezondheid                                  | 22 december 1981 - 10 december 1985 | SP     |
|                                      | Jan Lenssens (1935-2006)   | Leefmilieu, Waterbeheer en Onderwijs             | 22 december 1981 - 10 december 1985 | CVP    |